# Station Bajtkowo
Station Bajtkowo is een spoorwegstation in de Poolse plaats Bajtkowo.